# Любимов, Павел Григорьевич
Па́вел Григо́рьевич Люби́мов (7 сентября 1938 — 23 июня 2010) — советский и российский кинорежиссёр, сценарист и переводчик. Заслуженный деятель искусств Российской Федерации (2000). Член КПСС с 1978 года.

## Биография
Родился в Москве в 1938 году. Мать, Валерия Павловна Погожева, работала редактором на Киностудии имени М. Горького. Тётя, Людмила Павловна Погожева, — известный кинокритик, в 1956—1969 годах — главный редактор журнала «Искусство кино», член Союза писателей. Сам Павел писал рассказы, стихи, но о кинокарьере не думал и вместе с другом готовился к поступлению в Институт иностранных языков. Однако после того, как друга на его глазах застрелил пьяный военный (в тот день они дежурили в качестве дружинников), Павел внезапно решил сменить профессию и подал документы во ВГИК.
В 1962 году окончил режиссёрский факультет ВГИКа (мастерские Григория Рошаля и Юрия Геники).
С 1964 года работал на киностудии имени М. Горького специалистом по массовке, затем режиссёром-постановщиком. Уже дипломная работа Любимова «Тётка с фиалками» была отмечена премией кинофестиваля в Кракове (1964). Серебряной медалью имени Довженко была отмечена режиссёрская работа Павла Любимова над фильмом «Весенний призыв», в котором главные роли сыграли Александр Фатюшин и Игорь Костолевский. Творчеству Любимова присущ интерес к современным проблемам, скрытым в будничной жизни. Среди его лучших фильмов: «Женщины», «Весенний призыв». Снимал сюжеты для киножурнала «Ералаш».
Фильм Любимова «Следопыт» стал последней работой в кино Андрея Миронова. Финал картины не успели доснять: за день до съёмок Миронов умер. Было решено не переснимать фильм с новым актёром, а оставить как есть в память о великом артисте, хотя сюжетно, по словам режиссёра, картина от этого проиграла — роль не была до конца раскрыта.
Также Любимов был известен как переводчик с английского языка; он специализировался на литературных переводах современных английских и американских авторов и перевёл более 25 книг.
В 1980-е годы вместе с матерью и тётей жил в ЖСК «Советский писатель» (Красноармейская улица, дом № 21).
Похоронен на Ваганьковском кладбище.

## Личная жизнь
Жена — Наталья Любимова, мастер спорта по художественной гимнастике.

## Фильмография

### Режиссёр
- 1963 — Тётка с фиалками (дипломный фильм)
- 1966 — Женщины
- 1967 — Бегущая по волнам
- 1968 — Новенькая
- 1970 — Впереди день
- 1974 — Свой парень
- 1976 — Весенний призыв
- 1978 — Школьный вальс
- 1980 — Быстрее собственной тени
- 1982 — Предел желаний
- 1984 — Второй раз в Крыму
- 1987 — Следопыт
- 1990 — Гол в Спасские ворота
- 1994 — Призрак дома моего

#### Режиссёр сюжетов «Ералаша»
- 1978 — Выпуск № 17 (сюжет «Смятение чувств»)
- 1979 — Выпуск № 22 (сюжет «Прощай, Вася!»)
- 1979 — Выпуск № 25 (сюжет «Медный всадник»)
- 1982 — Выпуск № 35 (сюжет «Опасная работа»)
- 1982 — Выпуск № 36 (сюжет «Страшная месть»)
- 1983 — Выпуск № 38 (сюжет «Женская доля»)
- 1983 — Выпуск № 38 (сюжет «Однажды в булочной»)
- 1983 — Выпуск № 39 (сюжет «Спящая красавица! Проснись!»)
- 1991 — Выпуск № 89 (сюжет «Храп в летнюю ночь»)
- 1993 — Выпуск № 90 (сюжет «Страшно, аж жуть»)
- 1993 — Выпуск № 94 (сюжет «Место встречи изменить нельзя»)
- 1993 — Выпуск № 96 (сюжет «Крутая тусовка»)

### Сценарист
- 1968 — Новенькая
- 1987 — Следопыт
- 1994 — Призрак дома моего

#### Автор сценариев к сюжетам «Ералаша»
- 1993 — Выпуск № 96 (сюжет «Крутая тусовка»)